# 谌姓
谌姓，现代标准汉语一般念作「陳」（也可以念作「甚」），是一個華人的姓氏，郡望為洛陽、豫章。今日江西的南昌市、豐城市；重慶市、四川成都市、南充市、巴中市；湖北武漢市、麻城市、黄岡市；湖南湖南省安化縣、永州市、岳阳市、益阳市；廣東省惠州市；福建省永定縣、長汀縣；還有臺灣的宜蘭縣員山鄉、新北市金山區、基隆市、高雄市美濃區等地，有較多的谌姓人士居住。

## 起源
- 帝尧第三子「大节」封於「谌邑」（今河南洛阳），称「谌氏」，後漢朝荊州刺史漢昌侯谌仲（或作谌重）一家迁豫章郡（今江西南昌）。
- 周幽王十四子的後裔，封於「盛邑」，「盛」與「谌」相通，故為「谌氏」。[可疑]
- 郑国卿相「裨谌」（裨湛）的後裔。

## 延伸阅读
[在维基数据编辑]
 《欽定古今圖書集成·明倫彙編·氏族典·諶姓部》，出自陈梦雷《古今圖書集成》